# Осиновка (Нежинский район)
Оси́новка (укр. Осинівка) – село в Нежинском районе Черниговской области Украины. До 19 июля 2020 года входило в состав Бахмачского района.
Население составляет 21 житель (2006 год). Плотность населения — 98,13 чел/кв.км.
Впервые упоминается в 1935 году.
Село Осиновка находится примерно в 17 км к юго-западу от центра города Бахмач. Средняя высота населённого пункта — 146 м над уровнем моря. Село находится в зоне умеренного умеренно континентального климата.
Национальный состав представлен преимущественно украинцами, конфессиональный состав — христианами.